# ムカデ人間2
『ムカデ人間2』（むかでにんげん2、原題: The Human Centipede II (Full Sequence)）は、2011年に公開されたトム・シックス監督作のホラー映画。
前作『ムカデ人間』の直接的な続編ではなく、前作の映画を鑑賞した主人公が、映画の内容を自分で実行する狂気へと呑まれるというストーリー。ほぼ全編モノクロで制作されているが、「ムカデ人間 完全連結 ブルーレイBOX」には、カラー版が収録されている。

## ストーリー
障害を患っている小柄な青年マーティンは、ロンドンの地下駐車場で夜間警備員として働きながら、母親そしてペットのムカデ1匹と共に暮らしていた。ある日、マーティンは映画『ムカデ人間』のDVDを繰り返し鑑賞している内に自分もムカデ人間を作ってみたいという欲望にかき立てられる。
マーティンは欲望を抑えられず、夜の地下駐車場を訪れた人々を拳銃やバールで気絶させ、拉致して倉庫に監禁する。更に『ムカデ人間』の出演者の1人で劇中でムカデ人間の真ん中を担当していた女優のアシュリン・イェニーを、タランティーノ映画のオーディションと偽り倉庫へ連れ込んだ。
順調に「候補者」が集まっていく中、マーティンはムカデ人間についてまとめたファイルを母親に見られてしまう。過去に父親がマーティンを性的虐待して逮捕・投獄された経緯もあり、かねてから息子の存在を疎ましく思っていた母親は息子の異常性を激しく罵り、ファイルとペットであるムカデも処分しようとする。しかしマーティンはその行いを看過できず、母親の頭をムカデのいるケージに突っ込ませて惨殺する。
マーティンの行動はエスカレートしていき、ついには12人もの人間が倉庫に集められる。そしてマーティンは映画を参考にオリジナルのムカデ人間の製作に取り組んでいく。誤って候補者の1人を殺してしまうアクシデントはあったものの、見事にムカデ人間を完成させる。マーティンは「完成品」を前に恍惚の表情で指揮を取ったり、最後尾の女性を暴行したり、下剤で映画のワンシーンを再現したりして楽しんだ。
しかし見様見真似でいい加減な接合をしたことが仇となり、接合部が外れて、せっかく完成させたムカデ人間が分裂する。マーティンは大慌てし何とか事態を収めようとするが、ムカデ人間となった候補者達の反撃を受けて負傷し、バールで応戦するも最後には気絶して倒れてしまう。
場面が地下駐車場へと移り、警備室で普段通り『ムカデ人間』を鑑賞するマーティンの姿が映し出される。今までの物語がマーティンの妄想だったのか、あるいは本当に起きた出来事なのか分からないまま画面がフェードアウトし、物語の終わりが示唆される。

## キャスト
- マーティン：ローレンス・R・ハーヴィー
- アシュリン・イェニー：アシュリン・イェニー
- キャンディ：マディ・ブラック
- パウル：ドミニク・ボレリ

## その他
過激な内容のため映倫からオリジナルのままでは日本国内での上映禁止と判断され、修正してようやくR18+での上映にこぎつけた。
日本版予告編では前作に引き続き若本規夫がナレーションを務めた。